# Gauche unie Les Verts – Appel pour l'Andalousie
Gauche unie Les Verts – Appel pour l'Andalousie (en espagnol : Izquierda Unida Los Verdes – Convocatoria por Andalucía) (IULV-CA) est la fédération d'Andalousie de la Gauche unie, fédérations de partis politiques espagnols.

## Historique
En juin 2013, à l'occasion de la XIXe assemblée, Antonio Maíllo est élu coordinateur général. Lors des élections de 2018, IULV-CA obtient 6 députés au Parlement d'Andalousie. Aujourd'hui, la coalition regroupe 10 000 adhérents.